# ربيعياوات
الربيعياوات (الاسم العلمي: Primuloideae) هي أسرة من النباتات تتبع فصيلة الربيعية من رتبة الخلنجيات.

## قبائل الربيعياوات
- الرقاقساوية
  - الرقاقس